# Robe Delphos

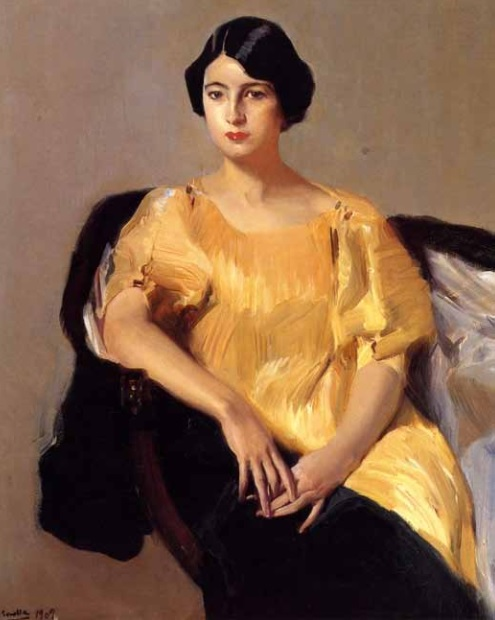
Portrait, par Joaquín Sorolla y Bastida, en 1909, de Elena Sorolla García, artiste espagnole, vêtue d'une robe Delphos de Mariano Fortuny

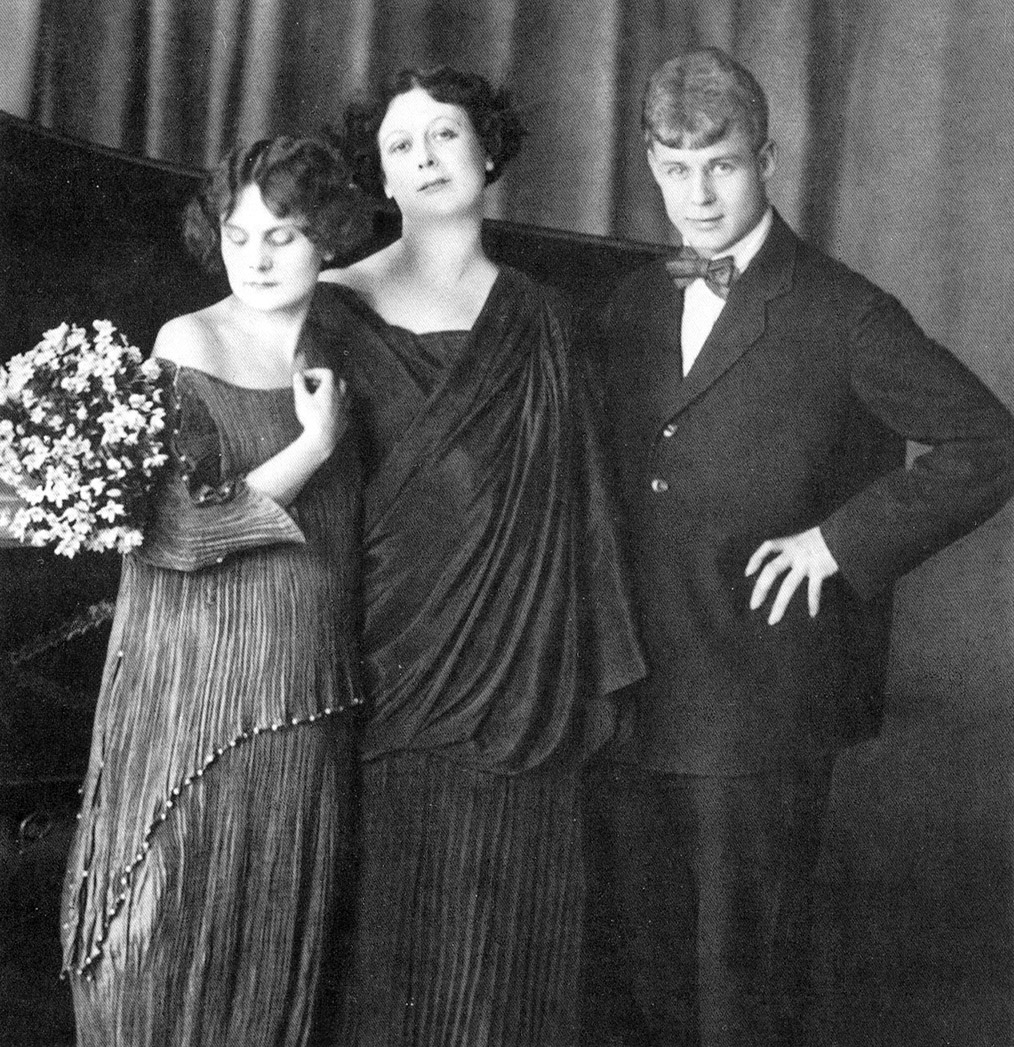
Sergei Yesenin, Isadora Duncan et leur fille adoptive, Irma, vêtue d’une robe Delphos de Mariano Fortuny, en 1922

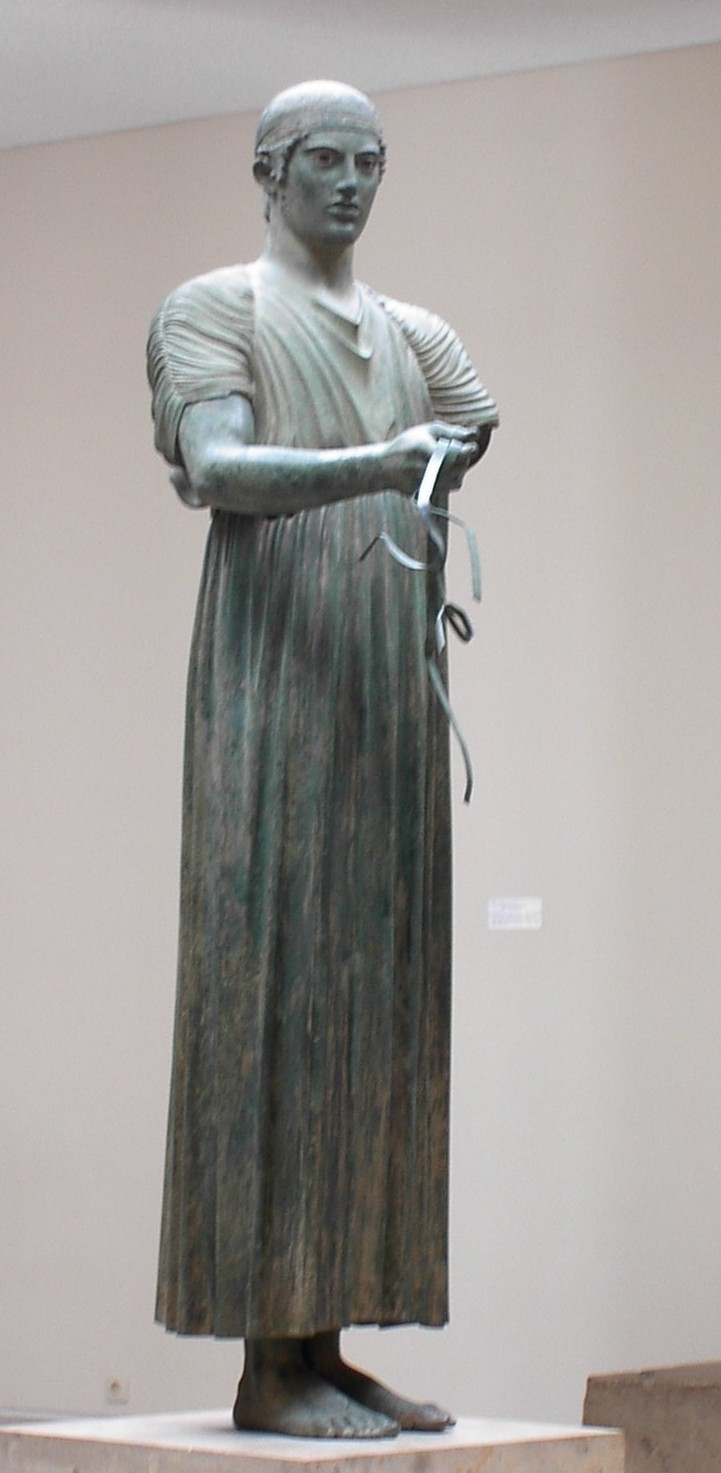
La sculpture grecque : l'Aurige de Delphes

La robe Delphos est une robe inventée en 1907 par Mariano Fortuny y Madrazo et sa femme Henriette Negrin. Ce vêtement de soie a suscité un grand intérêt, tant par la liberté de mouvement qu'il permet, que pour sa technique de fabrication, rompant avec les créations habituelles des couturiers, plus rigides.

## Description
Ce vêtement est en satin de soie plissé. Il peut être roulé ou plié pour être mis dans une boîte, et retrouve pour autant sa forme et ses plis une fois revêtu. La robe est d'ailleurs vendue roulée à l'époque. Il allonge la silhouette. Il tombe sur les épaules (mais le décolleté et les manches font l’objet de subtiles variantes) et moule le corps sans recourir aux coutures habituelles. Différentes teintures peuvent être utilisées, et quelquefois mélangées, donnant l'impression de couleurs se fondant les unes dans les autres. Un lien de soie maintient la robe à l'encolure et à la taille. Des perles de verres de Murano la décorent, en lestant les ourlets et les pans,.

## Histoire
Les créateurs de ce vêtement, et du plissé de soie qui le rend possible, sont Henriette Negrin et son mari Mariano Fortuny, peintre, photographe, scénographe, inventeur, et accessoirement couturier. D'origine espagnole, il s'installe à Venise un peu avant les années 1900, se passionne tout autant pour cette ville, pour l'antiquité grecque, pour l'aesthetic movement anglais et pour les techniques nouvelles de ce début du XXe siècle,. L'époque est alors à l’apparition de nouvelles silhouettes que certains couturiers tentent d'imposer, tel Paul Poiret.
Le 4 novembre 1909, Mariano Fortuny dépose un brevet à Paris sur ce vêtement, le brevet d'invention n° 408.629, intitulé « Genre de vêtement pour femmes ». Il y précise notamment qu'il s'agit d'une robe « consistant essentiellement en un fourreau ouvert à ses deux extrémités dont les bords sont rapprochés à la partie supérieure de manière une ouverture centrale d'encolure, deux ouvertures latérales pour les bras et deux ouvertures à bords rapprochés par un laçage s'étendant le long des bras avec des coulisses obliques […] pour permettre d'ajuster le dessous de la manche. ». Cette robe doit son nom à l'aurige de Delphes, une célèbre sculpture de la Grèce antique, et l'un des cinq seuls grands bronzes qui nous soient parvenus de l'époque classique. La robe rencontre le succès et se voit portée, entre autres, par Peggy Guggenheim, Luisa Casati et plusieurs artistes, mondaines ou riches héritières.
Un des éléments du succès de cette robe d'« inspiration néoclassique », pendant plus de quarante ans car plusieurs fois rééditée, reste le plissé singulier de la soie que réussit à réaliser Mariano Fortuny. Celui-ci contribue à allonger la silhouette, à l'exemple de la sculpture antique, tout en s'adaptant à tous les corps par sa coupe : cette dernière peut atténuer les formes, comme les souligner, suivant la façon dont elle est accessoirisée et portée. Mariano Fortuny a, sur ce point, ses secrets de fabrication,. 
Bien que le brevet porte le nom de Mariano Fortuny, son épouse Henriette Fortuny, qui était couturière et artiste en arts textiles, en revendique la création dans une lettre qu'elle écrivit à Elsie McNeill au moment de la vente de l’entreprise à cette dernière. Henriette Fortuny lui demande de cesser la production des robes Delphos et justifie sa décision en précisant qu'il s'agit de « sa propre création ».
Cette création inspire ultérieurement d'autres couturiers, notamment Madeleine Vionnet, qui partage la même passion pour la Grèce antique, ou en 1993, Issey Miyake, avec ses collections Pleats Please [Des plissés, s'il vous plaît]. Par l'utilisation d'un textile polyester plissé à chaud à la presse, Issey Miyake obtient à son tour des plis permanents.

### Webographie
- « Robe "Delphos", Mariano Fortuny », sur le site du Palais Galliera, musée de la Mode de la Ville de Paris.
- « La robe « Delphos » », sur oliaklodvenitiens.wordpress.com.